# Nonthaburi Challenger I 2022
Il Nonthaburi Challenger I 2022 è stato un torneo maschile tennis professionistico. È stata la 1ª edizione del torneo, facente parte della categoria Challenger 50 nell'ambito dell'ATP Challenger Tour 2022, con un montepremi di 37 520 $. Si è svolto dal 22 al 28 agosto 2022 sui campi in cemento del Lawn Tennis Association of Thailand di Nonthaburi, in Thailandia.

## Partecipanti

### Teste di serie
| Nazionalità | Giocatore         | Ranking* | Testa di serie |
| ----------- | ----------------- | -------- | -------------- |
| Regno Unito | Alastair Gray     | 255      | 1              |
| Giappone    | Yasutaka Uchiyama | 260      | 2              |
| Kazakistan  | Denis Yevseyev    | 263      | 3              |
| Regno Unito | Billy Harris      | 294      | 4              |
| Brasile     | Gabriel Décamps   | 302      | 5              |
| Israele     | Yshai Oliel       | 307      | 6              |
| Germania    | Nicola Kuhn       | 320      | 7              |
| Ucraina     | Illja Marčenko    | 322      | 8              |

* Ranking al 15 agosto 2022.

### Altri partecipanti
I seguenti giocatori hanno ricevuto una wild card per il tabellone principale:
- Yuttana Charoenphon
- Kasidit Samrej
- Wishaya Trongcharoenchaikul

I seguenti giocatori sono passati dalle qualificazioni:
- Valentin Vacherot
- Hong Seong-chan
- Gage Brymer
- Yuta Shimizu
- Dayne Kelly
- Kyrian Jacquet

## Campioni

### Singolare
Valentin Vacherot ha sconfitto in finale  Lý Hoàng Nam con il punteggio di 6–3, 7–6(4).

### Doppio
Evgenij Donskoj /  Alibek Kachmazov hanno sconfitto in finale  Nam Ji-sung /  Song Min-kyu con il punteggio di 6–3, 1–6, [10–7].